# PAS-Reaktion

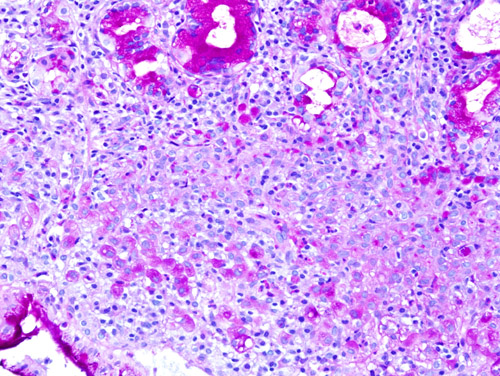
PAS-gefärbtes Präparat eines Siegelringkarzinoms des Magens

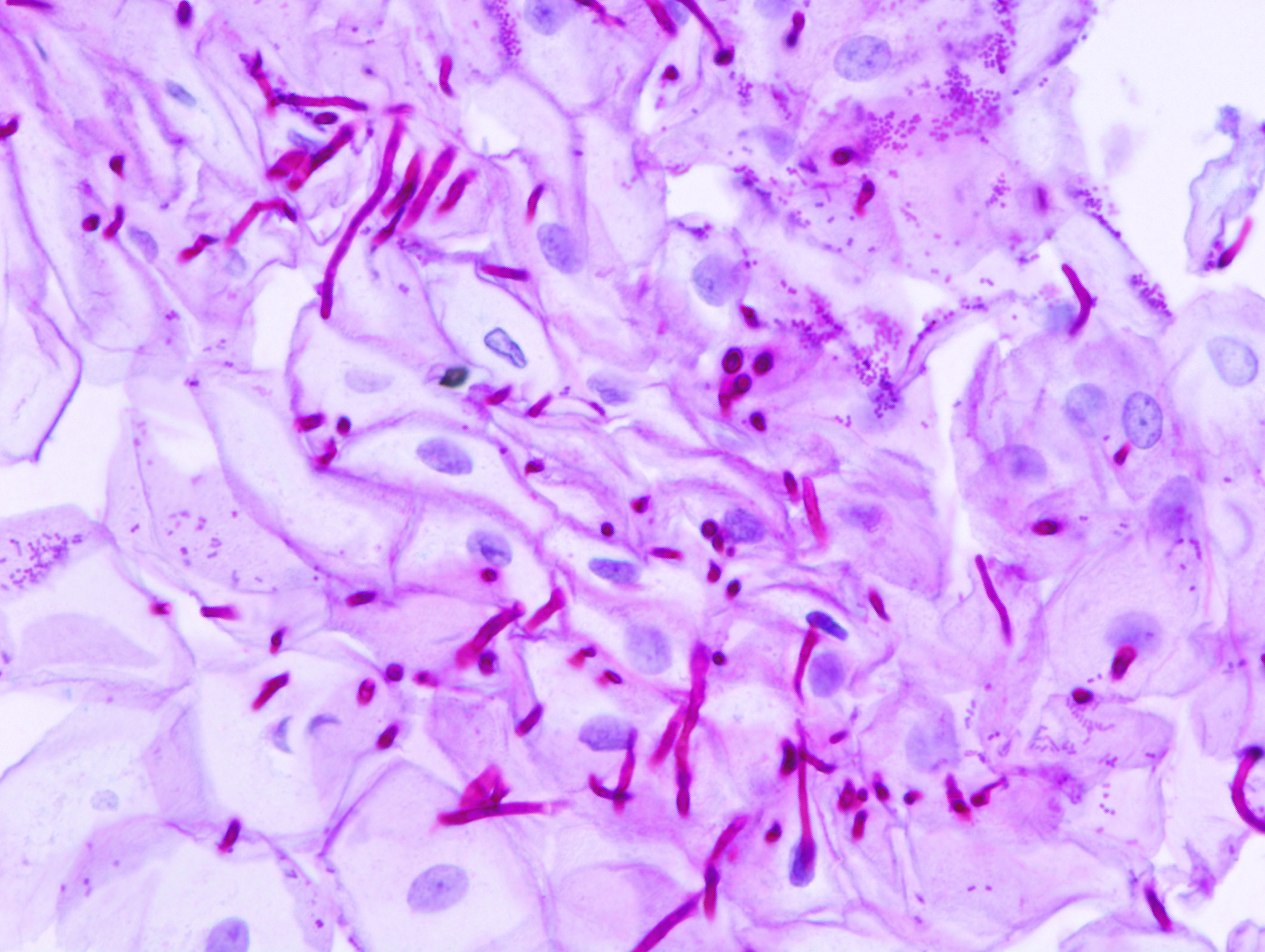
PAS-gefärbtes Präparat einer Kandidose der Speiseröhre

Die PAS-Reaktion (Abkürzung für englisch periodic acid–Schiff reaction) oder inkorrekt PAS-Färbung ist eine häufig eingesetzte Färbetechnik in der Histologie. Es kommt dabei zur Anfärbung von Kohlenhydraten wie Glykogen, Cellulose, neutralen Mukopolysacchariden, Muko- und Glykoproteinen sowie Glykolipiden. Diese Substanzen sind beispielsweise in Bindegewebsfasern (Kollagen), Basalmembranen, Zellwänden (Glykokalix) und in neutralen Schleimen (Magenschleim) zu finden. Glykogenreiche Zellen findet man z. B. in der Leber und in Muskelgewebe. In der Dermatologie dient sie zum Nachweis PAS-positiver Mikroorganismen (Pilze) als Krankheitserreger in der Haut.

## Prinzip
Durch die Periodsäure, ein starkes Oxidationsmittel, werden unsubstituierte Glycolgruppen zu zwei benachbarten  Aldehydgruppen oxidiert. Das Schiffsche Reagenz enthält Fuchsinschweflige Säure (farblos). Durch Bindung an die Aldehydgruppen kommt es zu einem molekularen Umbau und die chromogene Eigenschaft entsteht – deutlich erkennbar an der magentaroten Farbe. Im nachfolgenden Schritt wird überschüssige fuchsinschwefelige Säure durch die Sulfitspülung differenziert, entfernt und die Farbe stabilisiert. Als kontrastreiche Kernfärbung wird eine Färbung mit Hämalaun (blaue Kerne) oder nach Van Gieson (VG) eingesetzt.
Das Färbeergebnis umfasst eine magenta-rote bis rosa Färbung neutraler Mucopolysaccharide, blauviolette Zellkerne und zart rosa bzw. bei höheren RNA-Konzentrationen bläulich gefärbtes Cytoplasma.